# プロフェッサーX (マーベル・コミック)
プロフェッサーX（Professor X）、チャールズ・フランシス・エグゼビア（Charles Francis Xavier）は、マーベル・コミックが発行するアメリカン・コミックに登場する架空のキャラクター。X-メンの創設者であり、時にはリーダーとしても描かれている。ライターのスタン・リーとアーティスト/共同ライターのジャック・カービーによって生み出され、『The X-Men』第1号（1963年9月）に初登場した。

## 概要
エグゼビアは、生まれながらにして超人的な能力を持つ「ミュータント」と呼ばれる人類の亜種の一員である。他人の心を読み取ってコントロールすることができる、並外れて強力なテレパスである。世界中のミュータントを保護し、訓練するために、ニューヨーク州ウェストチェスター郡にあるセーラム・センターのX-マンションで私立学校を運営している。また、熱狂的な反ミュータント偏見が蔓延している世界において、人間とミュータントの平和的共存と平等を促進することで、大義に奉仕しようとしている。
コミックスに登場していた期間のほとんどにおいて、エグゼビアは下半身が不自由で、車いすやその改造品を使用している。世界で最も強力なテレパシーを持つミュータントの一人であるエグゼビアは、天才的な科学者であり、遺伝学の第一人者でもある。さらに、サイオニック能力を大幅に向上させる装置の開発にも特筆すべき才能を発揮している。この方面では、ミュータント遺伝子を持つ者を検知・追跡し、同時に既存のサイオニック能力者の能力を大幅に向上させる技術であるセレブロと呼ばれる装置を開発したことで知られている。
エグゼビアは、社会政策や哲学の観点から、かつての親友であり、何度も敵に回ったスーパーヴィランのマグニートーが取るような暴力的な手法に強い反感を抱いている。その代わりに、自分の夢を実現するために、妥協のない平和主義を掲げている。エグゼビアの思想は、人類との共存を志向し、同時にすべてのミュータントに完全な公民権と平等を求めるものである。そのため、彼の行動や目標は、アメリカの公民権運動に関わったマーティン・ルーサー・キング・ジュニアと比較されることが多く、一方、マグニートーはより過激な公民権運動家であるマルコム・Xと比較されることが多い。 

## 歴史
プロフェッサーXは、ライターのスタン・リーとアーティスト兼ライターのジャック・カービーによって生み出され、『X-メン』第1号（1963年9月）に初登場した。1960年代に盛んだった公民権運動と同時期に生まれたキャラクターである。激しい不寛容と偏見にさらされているミュータントの苦闘がコミックで描かれたのは、当時の読者にアメリカ各地で起きていることをよりよく伝えるためという理由が大きく、すべての人に寛容と平等を与えるという理想を推し進める役割も果たしていた。

## その他のメディアでの登場
映画「X-MEN」シリーズの最初の3作品とさまざまなビデオゲームではパトリック・スチュワートが演じた。ジェームズ・マカヴォイは2011年に公開された前日譚『X-MEN:ファースト・ジェネレーション』で若いころを演じた(日本語吹替: 内田夕夜)。映画『X-MEN:フューチャー&パスト』では二人が再びエグゼビアを演じた。さらにマカヴォイは『X-MEN:アポカリプス』で、スチュワートは『LOGAN/ローガン』で再演した。マカヴォイは『デッドプール2』にカメオ出演し、『X-MEN:ダーク・フェニックス』で再演した。テレビシリーズ『レギオン』の第3シーズンではハリー・ロイドが演じた。マーベル・シネマティック・ユニバース作品の『ドクター・ストレンジ/マルチバース・オブ・マッドネス』では、これまでの映画『X-MEN』シリーズとは異なるユニバースのエグゼビアをスチュワートが演じた。
日本語吹替はスチュアートの方は1作目から『フューチャー&パスト』まで　大木民夫が、最初の3作品のテレビ朝日版と『ローガン』以降は麦人が演じ、マガヴォイは、内田夕夜演じる。

## 創造と影響
スタン・リーは、エグゼビアの外見はアカデミー賞受賞俳優のユル・ブリンナーから発想されたと述べている。人物造形はマーティン・ルーサー・キング・ジュニアからヒントを得ている。
作家のスコット・ロブデルは、『アンキャニィX-MEN』#328（1996年1月）で、エグゼビアのミドルネームをフランシスに設定した。

## 人物
エグゼビアの目標は、ミュータントの権利を平和的に容認させること、ミュータントと人間の共存を実現すること、暴力的な人間からミュータントを守ること、そして旧友のマグニートーをはじめとする反社会的なミュータントから社会を守ることである。エグゼビアはこれらの目的を達成するため、ミュータントが自分の能力を探求し、コントロールすること学ぶ学校エグゼビアズ・スクール・フォー・ギフテッド・ヤングスターズ（後にエグゼビア・インスティテュートと改称）を設立した。その第一期生がオリジナルのX-メン（サイクロップス、アイスマン、マーベルガール、エンジェル、ビースト）である。エグゼビアの生徒たちは彼を先覚者と考えており、自分たちの使命を「エグゼビアの夢」と呼んでいる。マーベル・ユニバースの住人からも高く評価されており、様々な政府から尊敬され、アベンジャーズやファンタスティック・フォーのような他のスーパーヒーローチームからも信頼されている。しかし彼には人を操ろうとするところがあり、そのため味方や生徒との間に確執が生じることも多い。
ミュータントの権利の代弁者としての役割を果たすことが多く、ミュータントの権威としてマーベルのスーパーヒーロー・コミュニティからアドバイスを求められることも珍しくない。しかしエグゼビア自身がミュータントであり、X-メンの創始者であることが公になったのは、2001年のストーリー『E・イズ・フォー・エクスティンクション』の時だった。
X-メンのほぼすべてのアニメシリーズや多くのビデオゲームにも登場しているが、身体障害の問題があるため通常はノンプレイヤーキャラクターとされている。2000年代の映画シリーズでは、パトリック・スチュワートが演じており、X-メンのビデオゲーム（映画シリーズとは関係のないものも含む）でもスチュワートが声を担当している。
多くのコミックで、エグゼビアが自身の中にある悪の側面を抑えようと苦闘していることが示されている。この要素が最も顕著に描かれたのは『オンスロート』のストーリーラインであろう。このクロスオーバーイベントでは、エグゼビアの内なる悪が肉体を得て「オンスロート」と名乗り、主人公たちと戦った。オンスロートが生まれたきっかけも、マグニートーの心を消し去るという、エグゼビア自身が認める最大の非人道的行為である。『X-メン』 第106号（1977年8月）では、新生X-メンがオリジナルチームの虚像と戦う。エグゼビアによると虚像を生み出したのは「自分の力を私利私欲のために使おうとする … 邪悪な私自身」であり、普段はその側面を抑え込んでいるのだという。1984年に発行された全4号のリミテッドシリーズ『X-メン・アンド・ザ・マイクロノーツ』では、エグゼビアの邪悪な欲望が「エンティティー」として現れ、マイクロノーツの宇宙を破壊しようとする。
また、エグゼビアは秘密主義で人を操る人物であることも示されている。『オンスロート』のストーリーの中で、X-メンはエグゼビアのファイル「エグゼビア・プロトコル」を見つける。このファイルには、エグゼビア自身を含む多くの登場人物について、その人物が悪に染まるなどで必要が生じたときに殺害する方法が詳しく書かれている。『アストニッシング・X-メン』vol.3 #12（2005年8月）では、X-メンの訓練施設であったデンジャー・ルームの制御システムが心を持つようになったことに気づいたエグゼビアが、デンジャー・ルームを閉じ込めて何年も実験していたことが明らかになっている。この行為をサイクロプスは「新しい生命体の抑圧」と呼び、人類のミュータントに対する扱いと同一視している（ただし、『X-メン・レガシー』220 - 224号では、エグゼビアが意図してデンジャー・ルームに心を持たせたわけではなく、偶然の出来事だったことが明かされている。エグゼビアはデンジャーの心を消去することなく自由を与える方法を見つけられずにいた）。